# Titus Quinctius Atta
Pour les articles homonymes, voir Atta (homonymie).
Titus Quinctius Atta est un auteur de théâtre comique romain du Ier siècle av. J.-C., décédé en 77 av. J.-C..

## Biographie
Atta est le dernier des trois auteurs connus du style dit fabula togata, « pièce en costumes romains », qui fleurit à Rome au IIe siècle av. J.-C.. 
De ses pièces, on connait onze titres, mais dont seuls vingt-six fragments nous sont parvenus. Quelques termes montrent un langage légèrement archaïque, probablement voulu pour une forme populaire.
Souvent cité par les grammairiens de façon flatteuse, il est mentionné par Horace avec dédain. (Épitres, II, 1).
Selon la Chronique de Jérôme de Stridon, Atta décède à Rome lorsque Cicéron achève son voyage d'étude en Grèce, c'est-à-dire en 77 av. J.-C.. Il est inhumé au second milliaire de la Via Praenaestina.

## Œuvres
On lui doit des fables et des comédies. 
- Comoedia togata (fragments)